# Shigeo Shingo
Shigeo Shingo (新郷 重夫, Shingō Shigeo; Saga, 1909 - 1990) was een Japanse industrial engineer. Hij was een van de leidende experts op het gebied van kwaliteitssystemen en productieprocessen.
Shingo spendeerde het grootste gedeelte van zijn carrière aan de ontwikkeling van het Toyota Production System, wat later verder ontwikkelde in lean manufacturing. Daarin ontwikkelde hij twee van zijn grootste verwezenlijkingen, namelijk poka-yoke en single-minute exchange of dies (SMED). In 1988 werd Dr. Shingo door de Utah State University erkend voor zijn levenslange werk: de Shingo-prijs werd gecreëerd. Deze prijs wordt uitgereikt aan "lean" organisaties van wereldklasse.